# NGC 2825
NGC 2825 је спирална галаксија у сазвежђу Рис која се налази на NGC листи објеката дубоког неба.
Деклинација објекта је + 33° 44' 35" а ректасцензија 9h 19m 22,4s. Привидна величина (магнитуда) објекта NGC 2825 износи 14,4 а фотографска магнитуда 15,3. NGC 2825 је још познат и под ознакама MCG 6-21-10, CGCG 181-17, PGC 26345.